# 寺分 (鎌倉市)
寺分（てらぶん）は神奈川県鎌倉市深沢地域にある大字。現行行政地名は寺分一丁目から寺分三丁目と大字寺分。住居表示は一丁目から三丁目は実施済み区域、大字寺分は未実施区域。
「寺分」とは「寺領であったところ」を意味する。地名の由来は、南北朝時代から戦国時代に、大慶寺の寺領であった（大慶寺は後に廃絶）。寺名を略して「寺分」と称した。

## 歴史
天文16年（1547年）11月21日の「北条氏康判物」で「須崎大慶寺分」と記されているのが初見である。永禄2年（1559年）の小田原衆所領役帳には「同（東郡）須崎大慶寺分 養竹院」とあるが、永禄9年（1566年）7月22日の「北条氏政判物」では「須崎大慶寺分」を円覚寺塔頭の帰源庵領として安堵し、後北条氏滅亡まで同庵領であった。
江戸時代の正保国絵図や元禄内国改定図には「寺分村」と記載されている。新編鎌倉志では「てらわけ」とされる。当時の地域は現在の寺分の他、梶原一-二丁目が含まれていた。
明治22年（1889年）4月の町村制施行により、当村と梶原、上町屋、手広、常盤、笛田、山崎の7カ村が合併して深沢村が誕生し、寺分はその大字となった。
昭和23年（1948年）1月，深沢村が鎌倉市と合併した際に鎌倉市の大字となる。昭和58年（1983年）2月7日の住居表示により、山崎の一部を含めて寺分一-三丁目となった。

## 世帯数と人口
2023年（令和5年）9月1日現在（鎌倉市発表）の世帯数と人口は以下の通りである。
| 大字・丁目 | 世帯数    | 人口    |
| ---------- | --------- | ------- |
| 寺分       | 264世帯   | 479人   |
| 寺分一丁目 | 478世帯   | 1,014人 |
| 寺分二丁目 | 499世帯   | 1,114人 |
| 寺分三丁目 | 392世帯   | 995人   |
| 計         | 1,633世帯 | 3,602人 |

### 人口の変遷
国勢調査による人口の推移。
| 年                 | 人口  |
| ------------------ | ----- |
| 1995年（平成7年）  | 4,441 |
| 2000年（平成12年） | 4,102 |
| 2005年（平成17年） | 4,034 |
| 2010年（平成22年） | 3,972 |
| 2015年（平成27年） | 3,843 |
| 2020年（令和2年）  | 3,671 |

### 世帯数の変遷
国勢調査による世帯数の推移。
| 年                 | 世帯数 |
| ------------------ | ------ |
| 1995年（平成7年）  | 1,705  |
| 2000年（平成12年） | 1,662  |
| 2005年（平成17年） | 1,616  |
| 2010年（平成22年） | 1,653  |
| 2015年（平成27年） | 1,628  |
| 2020年（令和2年）  | 1,634  |

## 学区
市立小・中学校に通う場合、学区は以下の通りとなる（2017年7月時点）。
| 大字・丁目 | 番地            | 小学校               | 中学校             |
| ---------- | --------------- | -------------------- | ------------------ |
| 寺分       | 全域            | 鎌倉市立富士塚小学校 | 鎌倉市立深沢中学校 |
| 寺分一丁目 | 全域            | 鎌倉市立富士塚小学校 | 鎌倉市立深沢中学校 |
| 寺分二丁目 | 全域            | 鎌倉市立富士塚小学校 | 鎌倉市立深沢中学校 |
| 寺分三丁目 | 1～6番 30〜31番 | 鎌倉市立富士塚小学校 | 鎌倉市立深沢中学校 |
| 寺分三丁目 | 7～29番         | 鎌倉市立深沢小学校   | 鎌倉市立深沢中学校 |

## 事業所
2021年（令和3年）現在の経済センサス調査による事業所数と従業員数は以下の通りである。
| 大字・丁目 | 事業所数 | 従業員数 |
| ---------- | -------- | -------- |
| 寺分       | 12事業所 | 97人     |
| 寺分一丁目 | 11事業所 | 91人     |
| 寺分二丁目 | 11事業所 | 14人     |
| 寺分三丁目 | 8事業所  | 78人     |
| 計         | 42事業所 | 280人    |

### 事業者数の変遷
経済センサスによる事業所数の推移。
| 年                 | 事業者数 |
| ------------------ | -------- |
| 2016年（平成28年） | 56       |
| 2021年（令和3年）  | 42       |

### 従業員数の変遷
経済センサスによる従業員数の推移。
| 年                 | 従業員数 |
| ------------------ | -------- |
| 2016年（平成28年） | 317      |
| 2021年（令和3年）  | 280      |

## 施設

### 寺社・旧跡
- 大慶寺（昭和19年（1944年）に大慶寺の塔頭だった「方外庵」を改称）
- 東光寺
- 駒形神社
- 泣塔

### その他
- 鎌倉市深沢多目的スポーツ広場
- 東日本旅客鉄道大船工場跡地（梶原・上町屋にまたがる）

## その他

### 日本郵便
- 郵便番号 : 247-0064[3]（集配局 : 大船郵便局[16]）。